# 2030년 하계 청소년 올림픽
2030년 하계 청소년 올림픽(영어: 2030 Summer Youth Olympics, V Summer Youth Olympic Games)은 2030년에 개최될 예정인 제5회 하계 청소년 올림픽이다.

## 입후보 의향이 있는 나라·도시

### 아시아
- 일본
  - 교토
- 태국
  - 방콕-촌부리주
- 인도
  - 뭄바이
- 몽골
  - 울란바토르

## 방송
- 미국 - NBC
- 일본 - NHK, TBS
- 대한민국 - JTBC,SBS

| 하계 청소년 올림픽 |                                |           |
| 이전 대회          | 2030년 하계 청소년 올림픽 2030 | 다음 대회 |
| 다카르 2026        | 2030년 하계 청소년 올림픽 2030 | 2034      |